# 佐賀ノ花勝巳
佐賀ノ花 勝巳（さがのはな かつみ、1917年12月5日 - 1975年3月28日）は、佐賀県佐賀市出身で二所ノ関部屋（入門時は粂川部屋）に所属した大相撲力士。本名は北村 勝巳（きたむら かつみ）。師匠の玉錦譲りの鋭い出足から「飛燕の出足」「サッと寄り切る佐賀ノ花」などと呼ばれていた。最高位は東大関。

## 来歴
1934年に九州へ巡業に来た玉錦三右エ門を頼って粂川部屋へ入門し、同年5月場所に初土俵を踏んだ。翌年から玉錦三右エ門が二所ノ関部屋を創立したことで移籍した。
1939年5月場所で新入幕を果たすと、横綱の男女ノ川登三から2つの金星を奪うなど活躍した。前頭筆頭で迎えた1941年1月場所は8勝7敗で三役昇進を決めたかと思われたが、同年5月場所も同じ前頭筆頭に据え置かれた。この場所を9勝6敗として今度こそ三役昇進かと思われたが、1942年1月場所も再々度前頭筆頭に据え置かれるなど、入幕直後は番付運が悪かった。それでも男女ノ川登三から再び金星を奪って9勝6敗とすると、ようやく同年5月場所に念願の小結昇進を果たした。翌1943年1月場所は関脇で8勝7敗と勝ち越し、多くのファンから前途を期待されたが、翌5月場所は13日目に7勝5敗と勝ち越しまであと一歩の所で急性盲腸炎による途中休場を喫し、翌1944年1月場所は小結に逆戻りとなった。
1944年1月場所は横綱の照國を激しく突き合った末に押し切る殊勲の星を挙げるなどして13勝2敗の好成績で幕内最高優勝を遂げ、5月場所も好成績をあげて場所後に大関昇進を決定させたが、巡業の都合で玉錦三右エ門の法要を繰り上げて行う際に昇進を伝えられたことから、玉錦の霊前に向かって涙を流しながら報告した。同年2月に両国国技館が大日本帝国陸軍に接収されて風船爆弾の工場として使用された関係上長年、佐賀ノ花の優勝額は掲額されなかったと一般に伝わっていたが、後年になって同年5月場所中である同月17日に優勝額の掲額作業が行われていたことが明らかになった。その優勝額も翌1945年3月10日の東京大空襲により焼失してしまったことから、一般の好角家にはこの額をまず目にしなかったとされる。
戦中〜戦後にかけて混乱期の大相撲を屋台骨となって支え続け、1949年5月場所には史上初めて1場所で4横綱を倒したが、この場所を7勝8敗と負け越すと1951年1月場所を最後に大関を陥落した。さらに師匠二所ノ関（玉ノ海梅吉）の廃業を受けて年寄・二所ノ関を二枚鑑札によって襲名したあと、1952年1月場所で現役を引退して部屋経営に専念した。継承当時、部屋は借金や食糧難などに苦しみ、家財が差押え寸前という経営状態であったという。出羽海一門と同じ巡業地になるとそちらに客を取られてしまうため、そうなると次の巡業地への移動資金を稼ぐために2日、3日と同じ場所で興行しなければならなかった。新築の部屋施設を建築した時も、目黒にあった仮宿舎から両国までの長い距離を部屋一同がリヤカーを引いて荷物を運んで歩いたという。
引退後は先代以来の「分家独立を歓迎」という方針の下、親方初期の若乃花幹士・琴ヶ濱貞雄・玉乃海太三郎のほか、後に大横綱となる大鵬幸喜・大関の大麒麟將能、親方晩年に幕内優勝を成し遂げた金剛正裕を育成した。特に大鵬に関しては、「天の配剤」と表現していた。そのおかげもあって1962年には鉄筋4階建て、4階に稽古場を持つという新築の部屋も完成した。協会員としては取締や理事を長く務めた。
1962年には、年寄・片男波を襲名していた玉乃海太三郎の独立を巡る騒動（片男波部屋を参照）が勃発したほか、二所ノ関部屋自体の相続を巡る混乱（大麒麟將能の項目を参照）が勃発するなど後年は独立による紛争が後を絶たなかった。
1975年3月28日急性骨髄性白血病のため死去した。57歳没。二所ノ関部屋は湊川が一時的に引き継いだ後、佐賀ノ花の次女と結婚した金剛が28歳で引退して継承した。

## 人物
「片男波騒動」や「押尾川の乱」などに表れるように他者との衝突が絶えない性格であったとされ、当時平幕だった弟子の麒麟児（のち大麒麟）を指して「あいつは佐賀県人特有のひねくれた性格だから大成しない」と平気で貶すことがあったという。これは自身と同じ佐賀県佐賀市出身者（厳密に言うと大麒麟は旧・佐賀郡東川副村出身）であっただけに理不尽さが一際目立つと言える。ノンフィクション作家の塩沢実信は、自身の著書で「名力士にありがちの偏執狂」と評している。
予てより特に確執の深かった大麒麟が部屋を継承することを望まなかった上に他の弟子とも協議が進まず、自身の死後に夫人の後押しで金剛が後継に指名されたことで「押尾川の乱」は起こってしまった。神風正一は終戦直後の二所ノ関部屋が玉ノ海派、佐賀ノ花派、その他の派閥に分裂していたという事情を説明した上で、部屋の師匠であった玉ノ海の懐刀として働いていた自身を尻目に分派行動を取る佐賀ノ花に対して批判的な見解を示していた。一方でマスコミ対策には定評があり、人気絶頂期の大鵬に取材陣が殺到して大鵬が稽古をする時間を確保できるかどうかで困っていた際に、特にその腕前を発揮したという。これに関しては女将が代わりに取材を引き受けるよう命じ、女将一人が泥を被ることで所属力士本人達が悪印象を持たれる余地を作らなかったのだと伝わっている。大鵬が不調だと判断した際には報道を通じて大鵬を誘導したともいい、結果として大鵬は休場を重ねながらも幕内優勝回数を32まで伸ばすことができた。
元来漢書を中心として読書を好み、四股名命名にも大いにこの影響が出ていた。「大鵬」「麒麟児」等の漢書に由来した四股名を命名した人物で知られており、実在・架空問わず漢書から動物の名称を引用した四股名を冠した幕内力士が続々輩出されたことで部屋が「二所ノ関動物園」の異名を与えられたこともある。自身が師匠を務めていた頃の二所ノ関部屋から音読み四股名の力士が多く世に出されており、こうしたことから佐賀ノ花が音読み四股名の走りともいえる。
天龍源一郎の証言によると、当時14歳か15歳程度で既に年寄り専任であった自身の付け人であった天龍に「空間には三次元、四次元があるのを知っているか」と聞いてきて、理路整然と答えるような博学さを見せた。稽古場では、座って腕組みすると一言も発せずじっと見る一面もあった一方、横綱に上がりたての頃までは大鵬を竹刀で殴っていたといい、ある時大鵬が「私も横綱になったし、稽古を見に来るファンもいる。もう竹刀で殴るのはやめてもらえませんか」と頼んだ時からようやく大鵬に対しては一切竹刀を使わなくなったという。

## 主な成績
- 通算成績：263勝189敗30休1分 勝率.582
- 幕内成績：200勝160敗1分30休 勝率.556
- 大関成績：101勝77敗1分7休 勝率.567
- 通算在位：39場所
- 幕内在位：29場所
- 大関在位：15場所[1]
- 三役在位：6場所（関脇4場所、小結2場所）
- 各段優勝
  - 幕内最高優勝：1回（1944年3月場所）
- 金星：2個（男女ノ川2個）

### 場所別成績
| 1934年 （昭和9年） | x                        | （前相撲）            | x                 |
| 1935年 （昭和10年） | 東序ノ口5枚目 5–1        | 東序二段13枚目 5–1    | x                 |
| 1936年 （昭和11年） | 東三段目12枚目 5–1       | 東幕下20枚目 5–6      | x                 |
| 1937年 （昭和12年） | 東幕下23枚目 8–3         | 西幕下6枚目 9–4       | x                 |
| 1938年 （昭和13年） | 東十両11枚目 10–3        | 東十両3枚目 6–7       | x                 |
| 1939年 （昭和14年） | 西十両6枚目 10–3         | 西前頭14枚目 8–7      | x                 |
| 1940年 （昭和15年） | 東前頭6枚目 4–11         | 東前頭13枚目 10–5 ★   | x                 |
| 1941年 （昭和16年） | 西前頭筆頭 8–7           | 西前頭筆頭 9–6        | x                 |
| 1942年 （昭和17年） | 東前頭筆頭 9–6 ★         | 東小結 11–4           | x                 |
| 1943年 （昭和18年） | 西関脇 8–7               | 東関脇 7–6–2          | x                 |
| 1944年 （昭和19年） | 西小結 13–2 旗手         | 東関脇 7–3            | 東大関 0–3–7      |
| 1945年 （昭和20年） | x                        | 西大関 4–3            | 西大関 4–6        |
| 1946年 （昭和21年） | x                        | 国技館修理 のため中止 | 西張出大関 10–3   |
| 1947年 （昭和22年） | x                        | 東大関 6–4            | 東大関 7–4        |
| 1948年 （昭和23年） | x                        | 東大関 6–4 (1分)      | 東大関 9–2        |
| 1949年 （昭和24年） | 東大関 9–4               | 東大関 7–8            | 東張出大関 10–5   |
| 1950年 （昭和25年） | 西大関 9–6               | 西大関2 9–6           | 西大関 4–11       |
| 1951年 （昭和26年） | 西張出大関 7–8           | 西関脇 4–11           | 東前頭2枚目 1–8–6 |
| 1952年 （昭和27年） | 西前頭10枚目 引退 0–0–15 | x                     | x                 |
| 各欄の数字は、「勝ち-負け-休場」を示す。 優勝 引退 休場 十両 幕下 三賞：敢=敢闘賞、殊=殊勲賞、技=技能賞 その他：★=金星 番付階級：幕内 - 十両 - 幕下 - 三段目 - 序二段 - 序ノ口 幕内序列：横綱 - 大関 - 関脇 - 小結 - 前頭（「#数字」は各位内の序列） |                          |                       |                   |

===幕内対戦成績===　
| 力士名 | 勝数 | 負数 | 力士名   | 勝数 | 負数 | 力士名         | 勝数 | 負数 | 力士名   | 勝数 | 負数 |
| ------ | ---- | ---- | -------- | ---- | ---- | -------------- | ---- | ---- | -------- | ---- | ---- |
| 愛知山 | 1    | 0    | 安藝ノ海 | 1    | 9    | 東冨士         | 3    | 13   | 綾昇     | 5    | 3    |
| 綾若   | 3    | 0    | 五ツ海   | 4    | 2    | 五ツ嶋         | 2    | 1    | 大内山   | 1    | 2    |
| 大起   | 2    | 1    | 大浪     | 1    | 0    | 大昇           | 0    | 1(1) | 大ノ森   | 1    | 0    |
| 鏡里   | 1    | 7    | 笠置山   | 7    | 3    | 鹿嶋洋         | 5    | 5    | 九州山   | 3    | 1    |
| 清恵波 | 1    | 0    | 清美川   | 2    | 0    | 国登           | 0    | 1    | 高津山   | 4    | 3    |
| 駒ノ里 | 2    | 0    | 相模川   | 7    | 6    | 櫻錦           | 10   | 4    | 汐ノ海   | 9    | 6    |
| 四海波 | 0    | 1    | 清水川   | 2    | 2    | 鯱ノ里         | 1    | 0    | 信州山   | 1    | 0    |
| 神東山 | 3    | 3    | 大邱山   | 1    | 1    | 武ノ里         | 1    | 0    | 千代ノ山 | 4    | 7※   |
| 照國   | 7(1) | 10   | 輝昇     | 4    | 0    | 出羽錦         | 7    | 1    | 出羽ノ花 | 2    | 0    |
| 出羽湊 | 6    | 1    | 栃錦     | 4    | 5    | 十三錦         | 2    | 1    | 豊嶋     | 6    | 1    |
| 名寄岩 | 1    | 2    | 羽黒山   | 2    | 5    | 羽嶋山         | 5    | 0    | 肥州山   | 6    | 6(1) |
| 備州山 | 7    | 3(1) | 広瀬川   | 1    | 0    | 藤ノ里         | 1    | 2    | 二瀬川   | 1    | 0    |
| 不動岩 | 3    | 0    | 前田山   | 5    | 6    | 増位山         | 9    | 5    | 松ノ里   | 3    | 4    |
| 三根山 | 4    | 7    | 男女ノ川 | 2    | 2    | 陸奥ノ里       | 1    | 0    | 八方山   | 3    | 1    |
| 倭岩   | 1    | 1    | 吉葉山   | 3    | 6    | 龍王山(竜王山) | 1    | 0    | 両國     | 1    | 3    |
| 和歌嶋 | 1    | 0    | 若瀬川   | 9(1) | 4    | 若葉山         | 1    | 1    |          |      |      |

※他に千代ノ山と引分が1つある。